# ツェルマット
ツェルマット（標準ドイツ語：Zermatt、スイス方言（アレマン語）：Zärmat）は、スイス、ヴァレー州のマッターホルン山麓にある基礎自治体（アインヴォーナー・ゲマインデ）。
スイス最高峰の麓に広がる、標高1,620 m (5,310 ft)のマッタータル溪谷の最上流部に位置する。イタリアとの国境である高さ10,800 ft (3,291.84 m)のテオドール峠とは、約10 km (6.2 mi)の距離がある。
スイス・アルプスの登山口やスキー場として知られる。19世紀中頃までは農村であったが、1865年のマッターホルン初登頂を契機に周辺の山々への登山ブームが起きると、多くの観光施設が建設された。人口は2015年12月年現在、5,759 人である。地域経済のほとんどは、観光業に依存しており、雇用の約半数がホテルまたはレストラン関係で占められる。町内のアパートも、ほぼ半数が別荘である。常住人口の3分の1は、町の出身だが、スイス国外からツェルマットへ移住する者もいる。
「ツェルマット」は舞台ドイツ語式発音に基づく仮名転写で、現代の標準ドイツ語の発音では「ツェアマット」に近い。

## 地理
ツェルマットの町は、ローヌ谷周辺の谷の1つである、マッター・バレー (ドイツ語: Mattertal) の南端にある。ツェルマットは、ペンニネアルプス山脈の高い山々にほぼ完全に囲まれており、そのうちのモンテローザ (Dufourspitze) は、標高4,634メートル (15,203 ft)で、スイスの最高峰である。これに続いて、ドーム山 (4,545 m (14,911 ft))、リスカム (4,527 m (14,852 ft))、ヴァイスホルン (4,505 m (14,780 ft)) 及びマッターホルン (4,478 m (14,692 ft)) が連なる。アルペン・フォーサウザンダーズ (Alpine four-thousanders) の多くは、ツェルマットとその周辺の谷近くに位置している。
ツェルマットの面積は、2011年現在で242.7 km2 (93.7 sq mi)である。このうち、9.5%は農業用地、4.2%は森林である。残りの土地のうち、0.7%は居住区（建物や道路）、85.6%は非生産的土地である。

## 観光

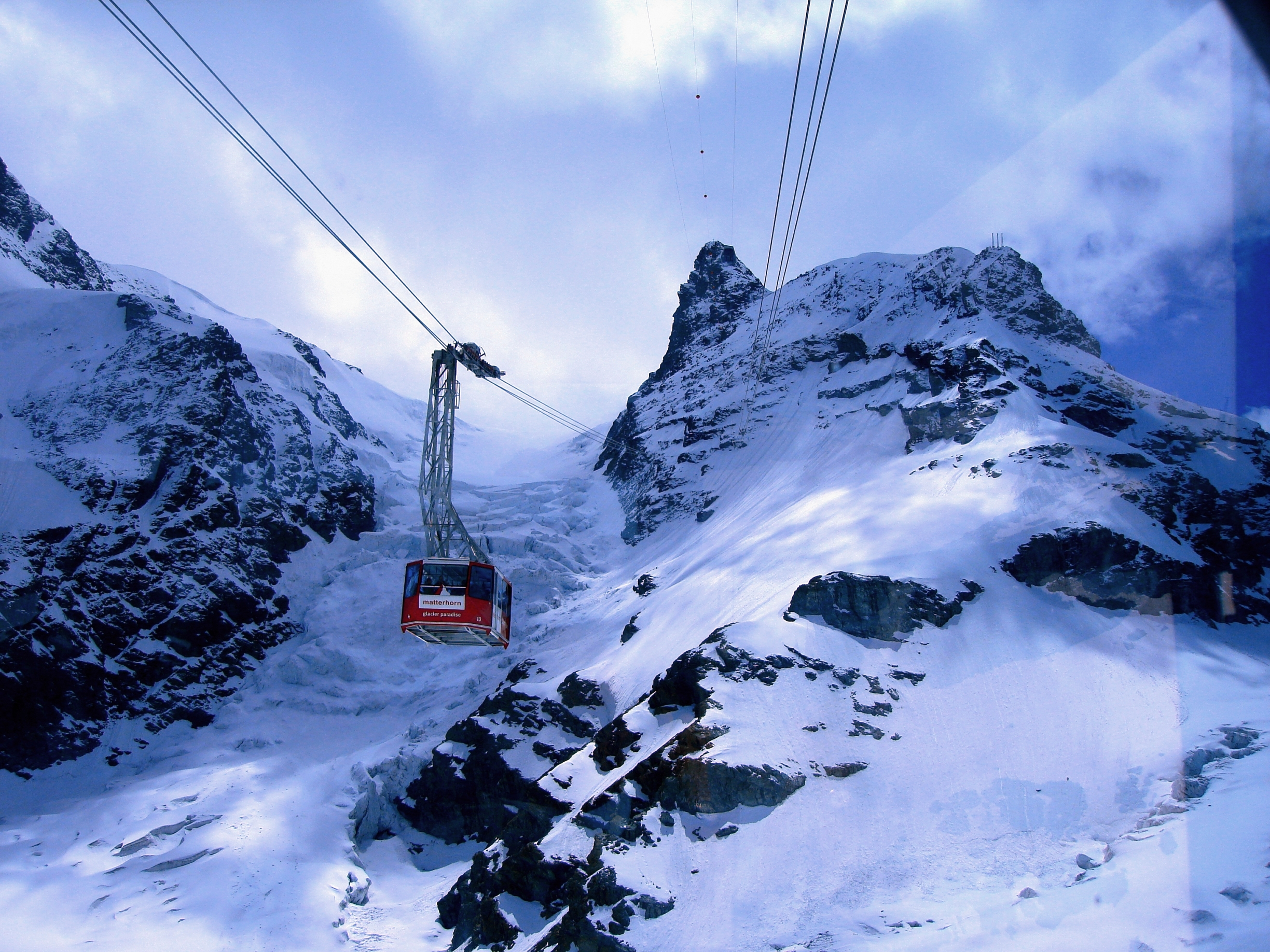
クライン・マッターホルンへ向かうロープウェイ

この村は、19世紀中頃に、有名なエドワード・ウィンパー（彼のマッターホルンの登頂は、町を有名にした）ら、イギリス人の登山家によって、発見された。マッターホルンは、1865年まで登頂されていなかった最後の山の1つであり、頂上に到達した最初の登山隊は、滑落により7人のうち3人のみ生き残るという悲劇的なものに終わった。この話は、マッターホルン博物館で紹介されている。
ツェルマットは、フランスのシャモニーに通ずるオート・ルートやパトロイ氷河を含む、山へ向かうハイキングの出発地点である。ロープウェイとリフトは、冬季にはスキーヤーを、夏季にはハイカーを運んでいる。これらの中で最も高い目的地は、標高3,883 m (12,740 ft)にあるクライン・マッターホルン（ブライトホルンとマッターホルンとの間の尾根にある頂で、各方向の壮観な光景を提供する）である。チェルヴィニア・ロープウェイ駅経由でイタリアへと横断することも可能である。壮大なラック式鉄道のゴルナーグラート鉄道（ヨーロッパ最高の屋外鉄道）は、3,089 m (10,135 ft)にあるゴルナーグラートの頂上まで走る。ツェルマットは、サンモリッツとを結ぶ氷河急行やMGB（マッターホルン・ゴッタルド鉄道）の西端駅でもある。

## 交通

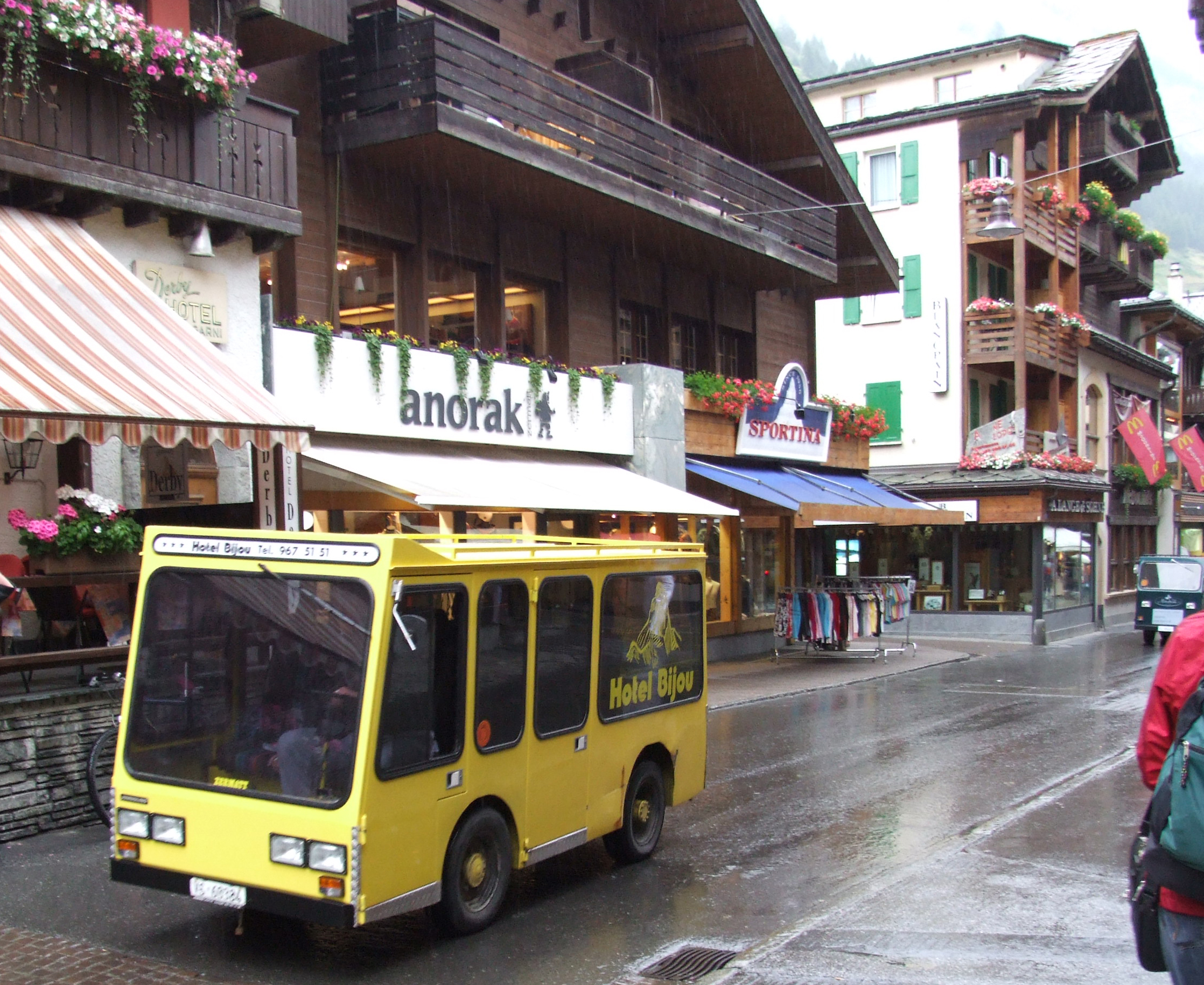
電気自動車

町からのマッターホルンの視界を悪くすることにつながる大気汚染を防ぐため、町の全域では、内燃機関を搭載した自動車の乗り入れは禁止されている。そのため、ツェルマットの自動車のほとんどは、電気自動車であり、騒音もない。電気自動車は、地方産業のために許可されている。区警察は、住民が郊外で運転、駐車する許可を出すことができる。救急車両（消防車、救急車など）や自治体の自動車（バス、ゴミ収集車）も、内燃機関の使用が許されている。
ツェルマットで運転されている自動車には、主要鉄道駅（または町郊外にあるタクシー乗り場）からホテルまで観光客を運ぶ、ホテルによって提供される小さな電気シャトルを含む。これは、4つのツェルマットの主要会社によって運営される電気タクシーや、2路線（1つは主要ホテルテリアとスキーリフトの乗り場、もう1つはWinkelmattenの郊外を結ぶ）の電気バスがある。ホテルによって運営されていたり、借りることのできる馬車も存在する。

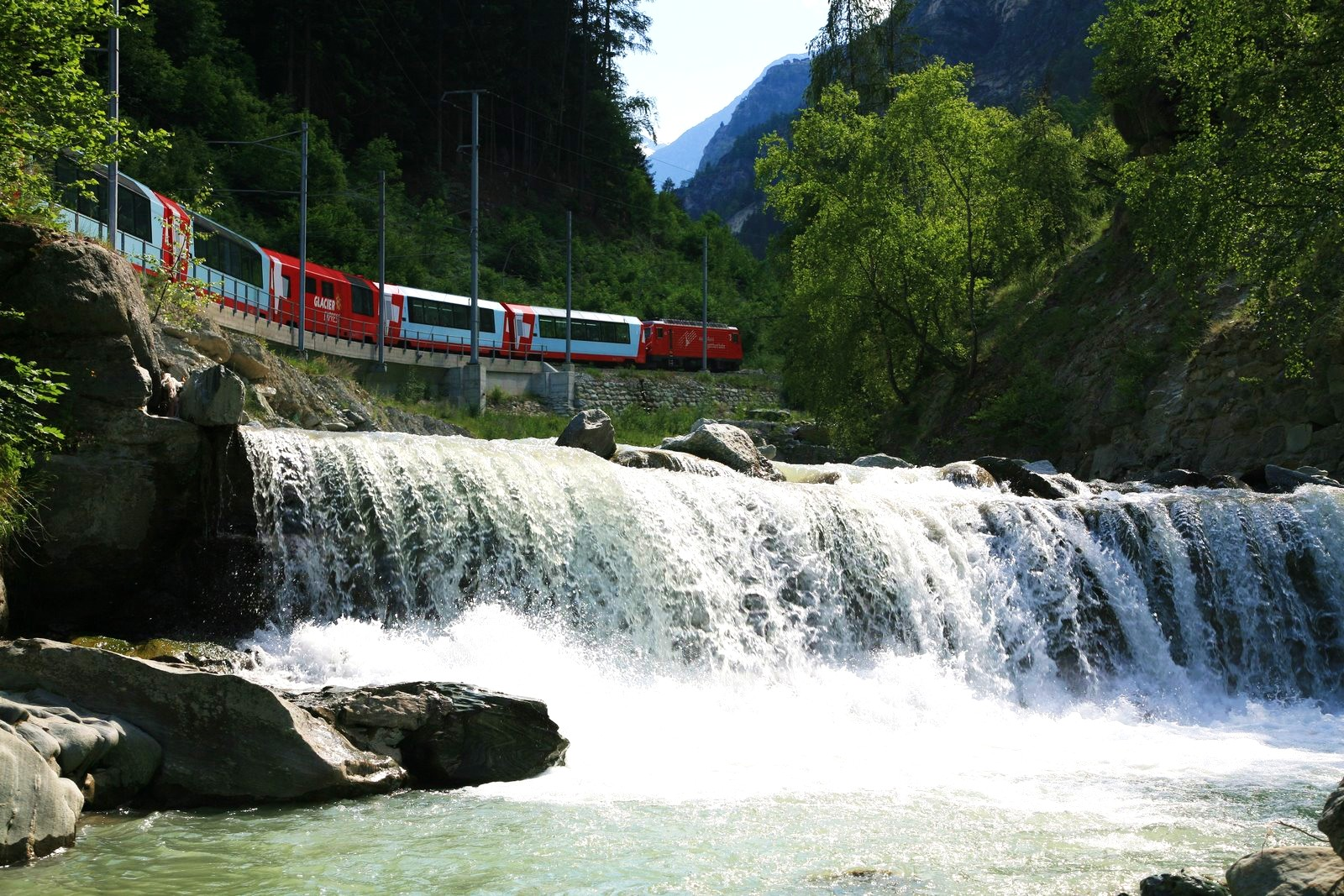
ツェルマットへ向かう氷河急行

観光客の多くは、近くの町、ティッシュからアプト式鉄道（ツェルマット・シャトル）でツェルマットへと辿り着く。また、鉄道は、スイスの主要鉄道線が通るフィスプやブリークの谷からもツェルマットへ乗り入れている。町にはヘリポート (ICAO: LSEZ) もあり、地元のヘリコプター会社「エア・ツェルマット」が、アルプスの救助活動を行っている。
2007年には、プロジェクト・グループが、地方交通網（電気バスには十分な定員がない）の開発に向け、交通機関を評価するために結成された。この研究の結果は、「ツェルマット・インサイド」の2007年12月号にて公表された。調査された6つの機関は、コースター、ケーブルカー、メトロ、動く歩道、ゴンドラ、そして電気バスである。

### ゴルナーグラート

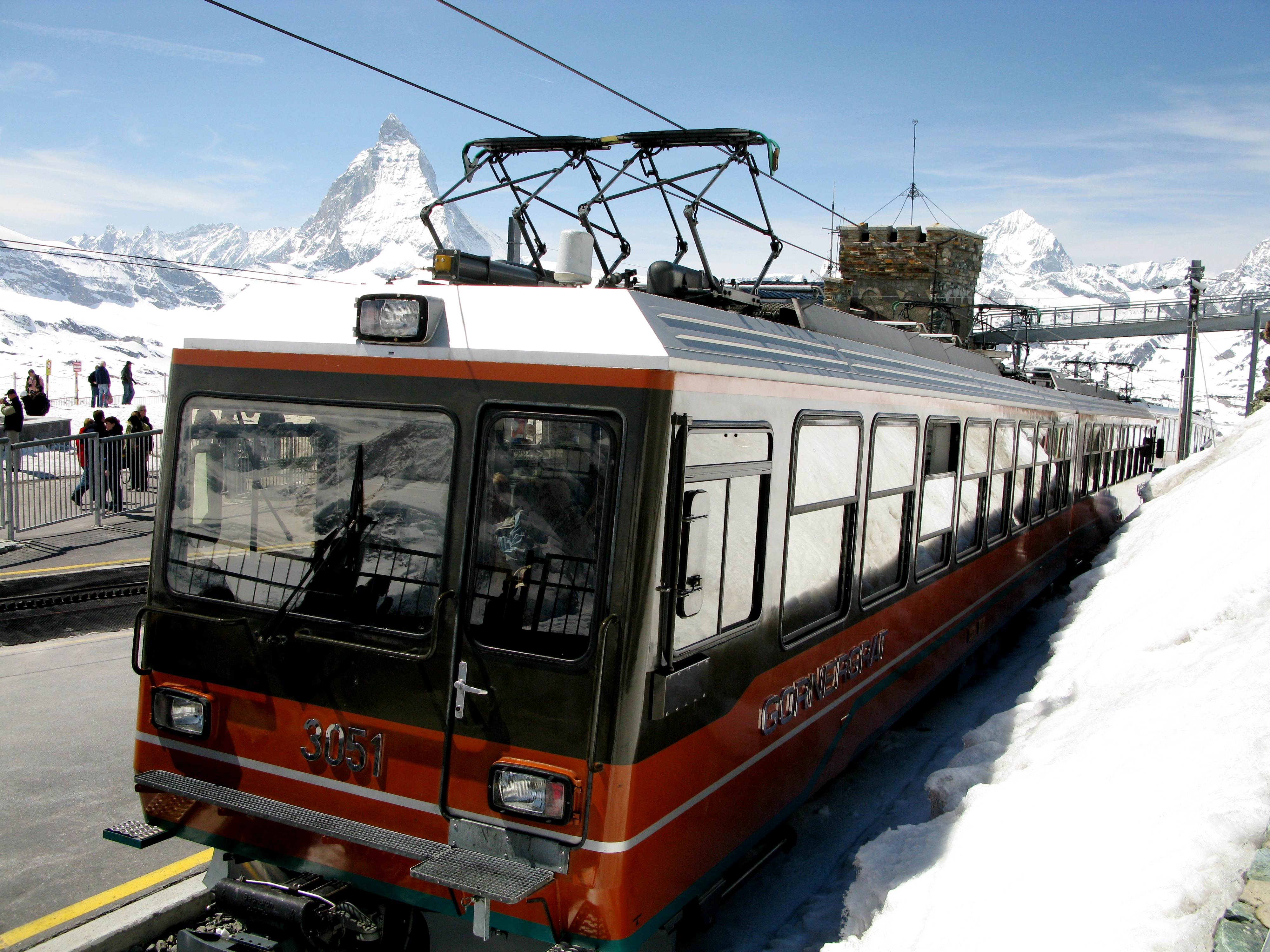
ゴルナーグラート駅、標高3,100 m

ゴルナーグラートは、ゴルナーグラート鉄道によってアクセスでき、29分でリッフェルアルプ、リッフェルボーデン、リッフェルベルク（フィンデルバッハ、ランドトンネルは一部停車）を経由して、ゴルナーグラート山頂 (3,089m) に到着する。頂上には、改装されたホテルやレストランがあり、ショッピングセンターも提供されている。リッフェルアルプ駅は、リッフェルアルプトラムと名付けられた短いトラムによって、リッフェルアルプ・リゾートと結ばれている。
ロープウェイは、ホッタリィからローテ・ナーゼ (3,247 m) まで走る。この最後のリフトは、無料エリアを走るが、山腹に丁度良い雪が積もり、スキーが可能である可能性は低い。このエリアのリフトは、一般に2月下旬か3月上旬にオープンする。ロープウェイは、年中無休で営業しており、リフトも取り替えが検討されている。ゴルナーグラートの真下のホッタリィからKellenseeへの新しいスロープは、ロートホルンからゴルナーグラートへ結ぶため、このリストと交換した。

## 気候
| ツェルマットの気候     | ツェルマットの気候 | ツェルマットの気候 | ツェルマットの気候 | ツェルマットの気候 | ツェルマットの気候 | ツェルマットの気候 | ツェルマットの気候 | ツェルマットの気候 | ツェルマットの気候 | ツェルマットの気候 | ツェルマットの気候 | ツェルマットの気候 | ツェルマットの気候 |
| 月                     | 1月                | 2月                | 3月                | 4月                | 5月                | 6月                | 7月                | 8月                | 9月                | 10月               | 11月               | 12月               | 年                 |
| ---------------------- | ------------------ | ------------------ | ------------------ | ------------------ | ------------------ | ------------------ | ------------------ | ------------------ | ------------------ | ------------------ | ------------------ | ------------------ | ------------------ |
| 平均最高気温 °C （°F） | 0.2 (32.4)         | 1.3 (34.3)         | 3.7 (38.7)         | 7.3 (45.1)         | 12.1 (53.8)        | 15.6 (60.1)        | 18.9 (66)          | 17.9 (64.2)        | 15.4 (59.7)        | 11.2 (52.2)        | 4.6 (40.3)         | 1.1 (34)           | 9.1 (48.4)         |
| 日平均気温 °C （°F）   | −4.8 (23.4)        | −4 (25)            | −1.5 (29.3)        | 2 (36)             | 6.7 (44.1)         | 10 (50)            | 12.5 (54.5)        | 11.7 (53.1)        | 9 (48)             | 4.8 (40.6)         | −0.8 (30.6)        | −3.8 (25.2)        | 3.5 (38.3)         |
| 平均最低気温 °C （°F） | −9.4 (15.1)        | −8.8 (16.2)        | −6.5 (20.3)        | −3.2 (26.2)        | 1.6 (34.9)         | 4.6 (40.3)         | 6.6 (43.9)         | 5.7 (42.3)         | 3.9 (39)           | 0.7 (33.3)         | −4 (25)            | −8.8 (16.2)        | −1.4 (29.5)        |
| 降水量 mm （inch）     | 43 (1.69)          | 46 (1.81)          | 49 (1.93)          | 50 (1.97)          | 61 (2.4)           | 56 (2.2)           | 47 (1.85)          | 60 (2.36)          | 41 (1.61)          | 55 (2.17)          | 55 (2.17)          | 49 (1.93)          | 611 (24.06)        |
| 平均降水日数           | 6.6                | 6.3                | 7.7                | 6.7                | 10                 | 8.6                | 8.9                | 9.9                | 6.9                | 6.7                | 7                  | 6.7                | 92                 |
| 出典：MeteoSchweiz     |                    |                    |                    |                    |                    |                    |                    |                    |                    |                    |                    |                    |                    |

## 人口動態
ツェルマットの人口は、5,759である（2015年12月年現在）。2008年現在、住人の35.9%は外国人である。ここ10年 (2000年–2010年) にわたり、人口は6.4%の割合で変わった。この変化のうち、-3.2%が移住、7.1%が死亡や誕生によるものである。
2000年現在、人口のほとんどはドイツ語 (4,093人、68.4%) を母語とし、2番目にポルトガル語 (719人、12.0%) 、3番目にイタリア語 (474人、7.9%) が続く。また、226人はフランス語を、一人はロマンシュ語を話す。
| ツェルマット宗教人口割合 - 2014 | ツェルマット宗教人口割合 - 2014 | ツェルマット宗教人口割合 - 2014 | ツェルマット宗教人口割合 - 2014 | ツェルマット宗教人口割合 - 2014 |
| ------------------------------- | ------------------------------- | ------------------------------- | ------------------------------- | ------------------------------- |
| 宗教                            |                                 |                                 | パーセント                      |                                 |
| カトリック                      | カトリック                      |                                 | 80.3%                           | 80.3%                           |
| プロテスタント                  | プロテスタント                  |                                 | 9.1%                            | 9.1%                            |
| 正教会またはその他の宗教        | 正教会またはその他の宗教        |                                 | 5.3%                            | 5.3%                            |
| 記載無し                        | 記載無し                        |                                 | 5.3%                            | 5.3%                            |

2008年現在、人口の51.6%は男性、48.4%は女性である。人口のうち、1,840 (31.6%) はスイス人男性、1,166人 (20.0%) は非スイス人男性、1,837人 (31.5%) はスイス人女性、985人 (16.9%) は非スイス人女性である。また、2000年時点で、2,214人 (約37.0%) はツェルマットで生まれ、住んでいる。720人 (12.0%) は、同じ郡内で生まれ、774人 (12.9%)  はスイス国内で、2,039人 (34.1%) はスイス国外生まれである。
2000年現在、子供とティーンエイジャー (0–19歳) は21.3%、大人 (20–64歳) は70.2%、年配者 (64歳以上) は8.5%を占める。
2000年現在、自治体には独身、未婚者が2,763人いる。2,830人は既婚者であり、207は未亡人、188人は離婚者である。
2000年現在、2,441人は家族を持っており、家族には2.2人がいる。1人や5人以上の128世帯を含む921世帯が存在する。2000年時点で、アパートの住人のうち、2,167人 (52.1%) は永住者で、1,890人 (45.4%) は時期限定、103人 (2.5%) は空き家である。2009年現在、新しい住宅の居住割合は、1,000人中14.1人である。
下記は、町の人口の移り変わりを示したグラフである。

## 経済
ツェルマットの職業の約半分は、ホテルやレストラン産業である。
2010年現在で、ツェルマットの失業率は1.9%である。2008年現在、52人が第一次産業に従事し、23の事業所が存在する。また、567人は第二次産業に従事し、56の事業所が存在する。3,957人は第三次産業に従事し、433の事業所がある。職業従事者は自治体に3,841人住んでおり、このうちの44.6%は女性が占める。
2008年時点で、フルタイム労働者は4,261人であった。このうち、第一次産業は20人（このすべては農業）、第二次産業は538人（83人 (15.4%) は工場、385人 (71.6%) は建設業）、第三次産業は3,703人（531人 (14.3%) は卸売業・小売業または自動車修理、477人 (12.9%) は運輸・倉庫、2,178人 (58.8%) はホテルまたはレストラン、38人 (1.0%) は情報産業、54人 (1.5%) は保険・金融業、116人 (3.1%) は技術者・科学者、56人 (1.5%) は教育、87人 (2.3%) は健康）である。
2000年時点で、744人が自治体内に通勤し、89人が自治体の外へ通勤していた。労働人口のうち、7.1%は公共交通機関を、2.6%は自家用車を使用している。

## ギャラリー

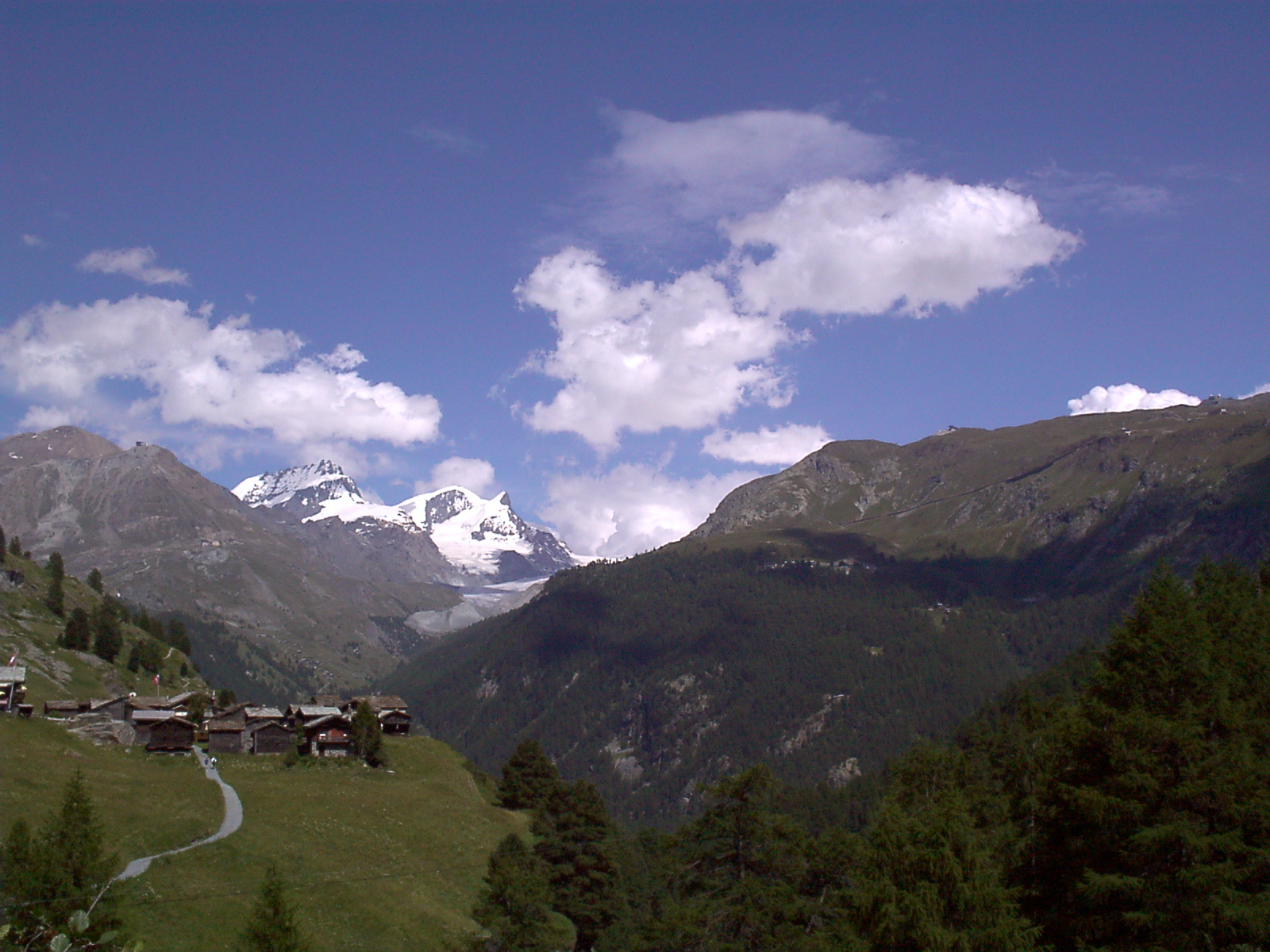
ツェルマットの山並み
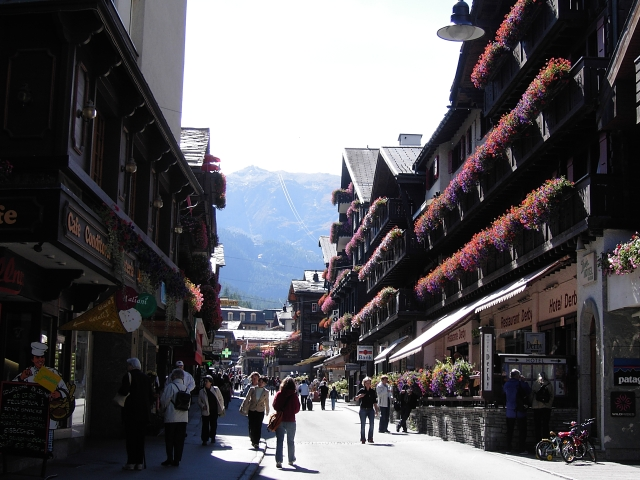
ツェルマットの町並み
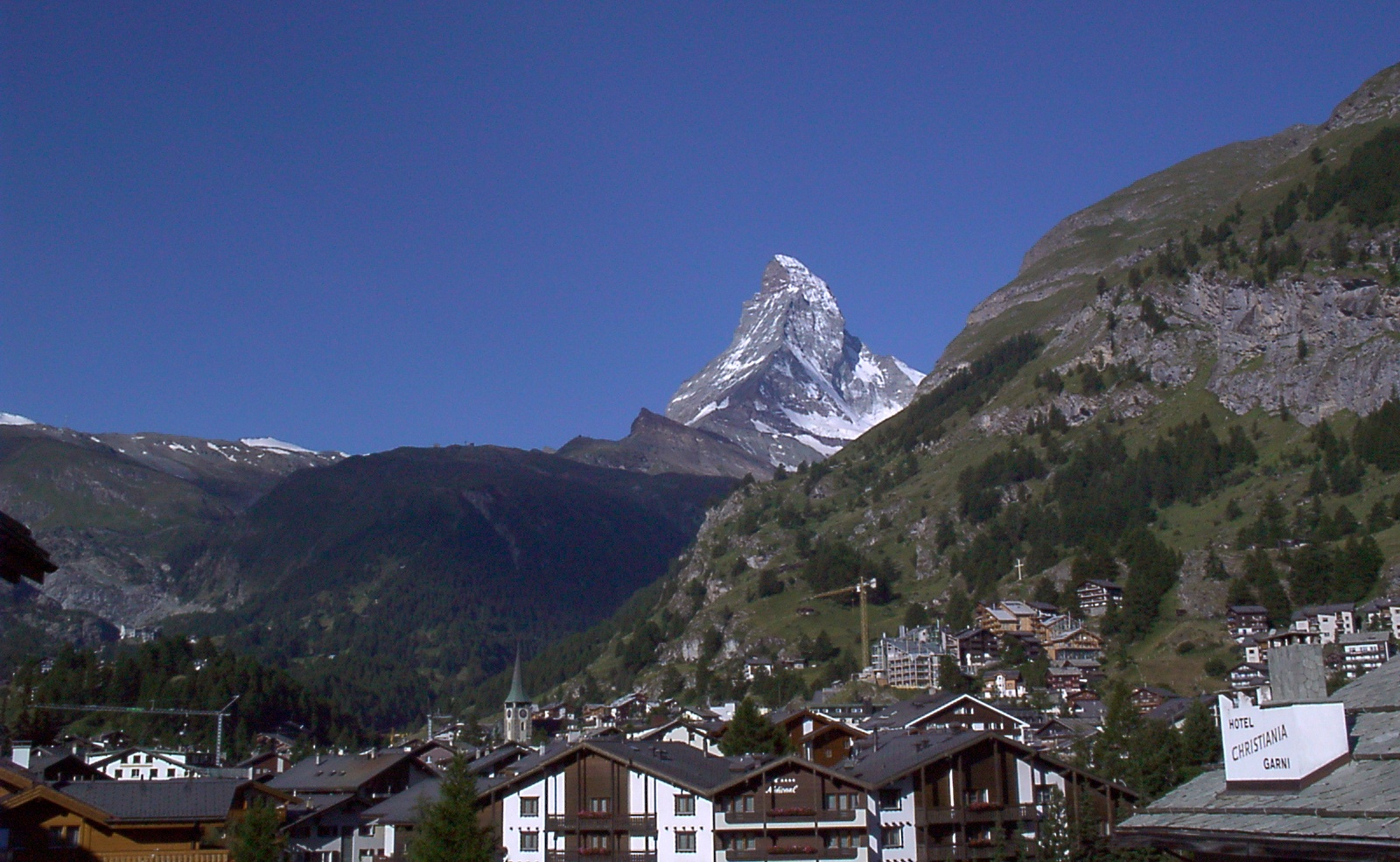
マッターホルン
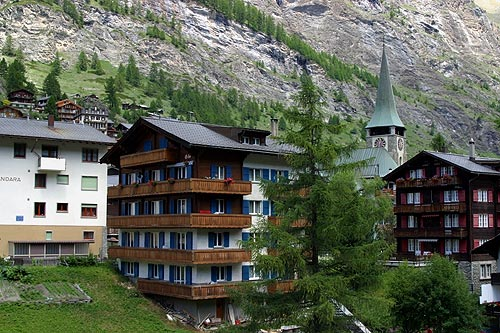
ツェルマットの家
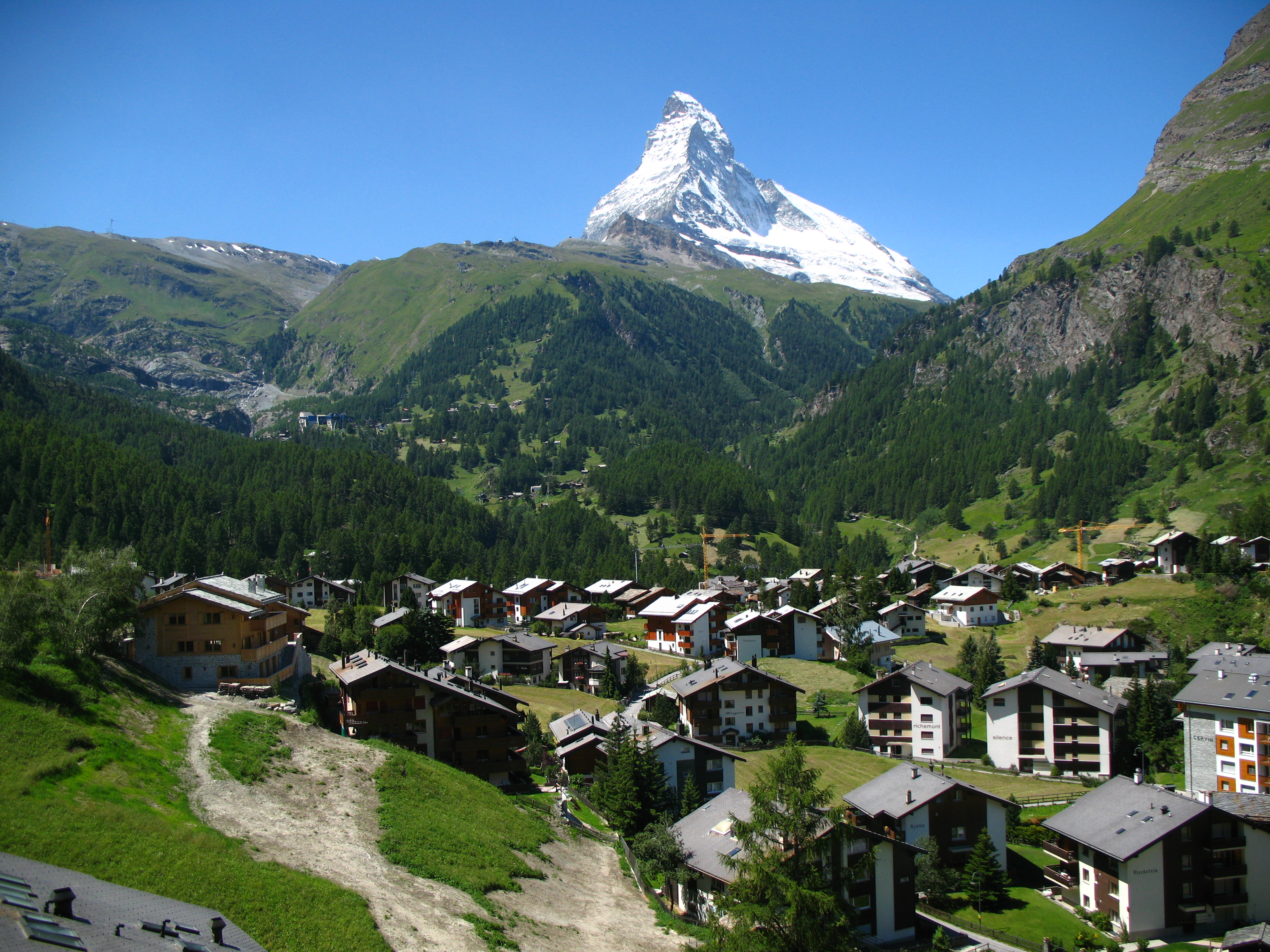
ツェルマット近くのWinkelmatten村
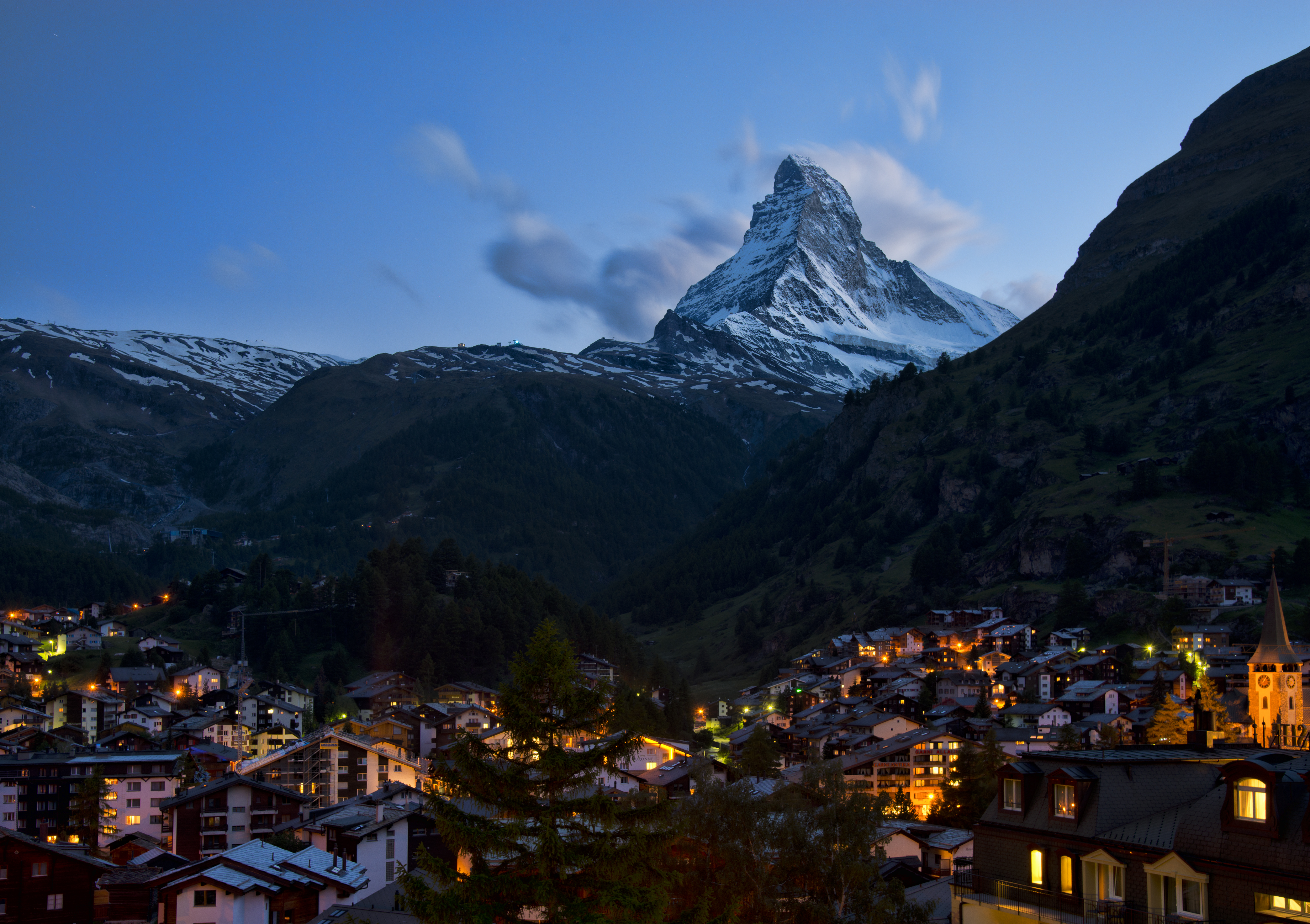
夜のツェルマット
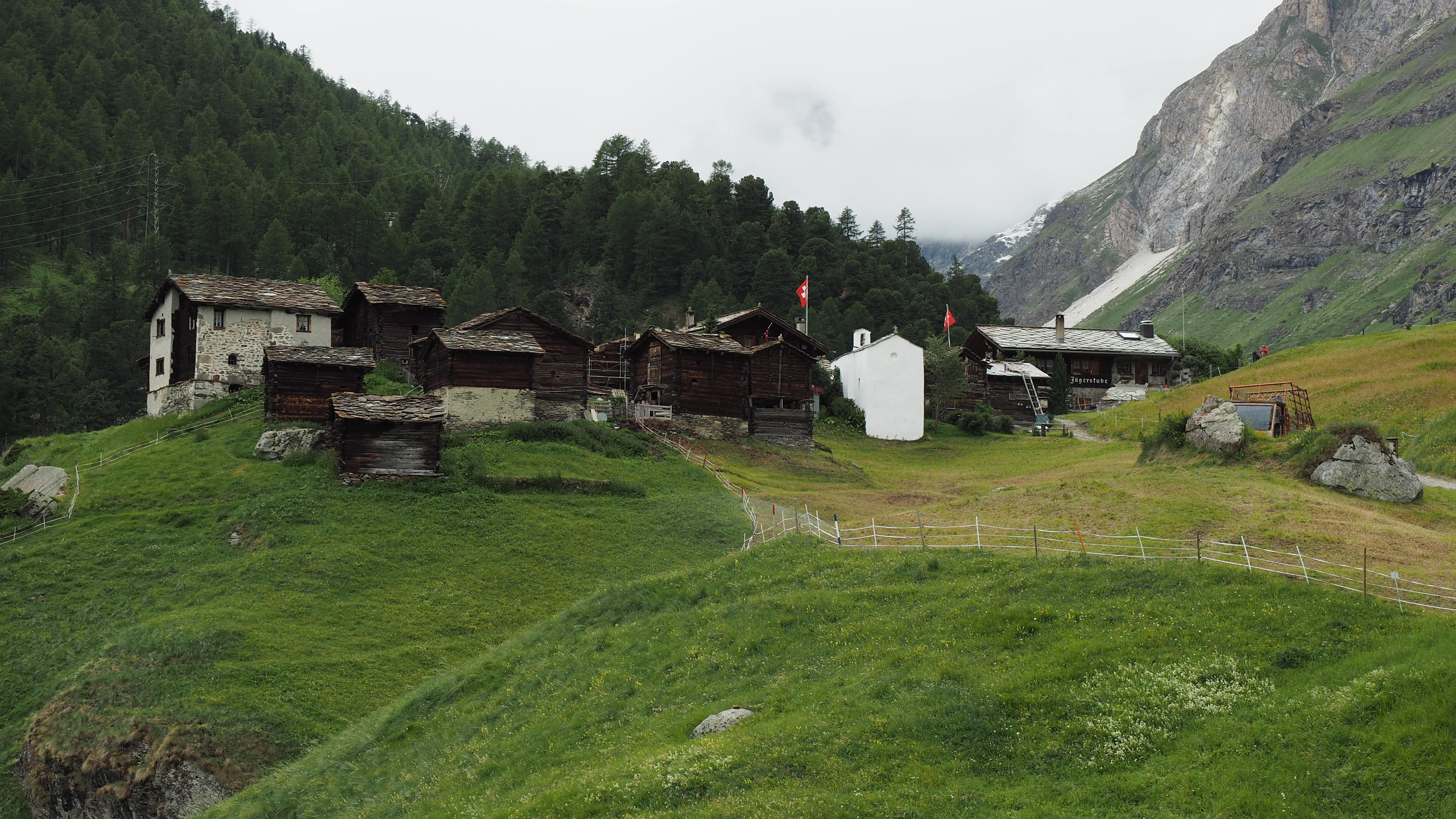
ツムットの集落